# Рабоче-крестьянская партия (1948)
Не путать с Рабоче-крестьянской партией (Родо Номинто), основанной в 1926 году
Рабоче-крестьянская партия (Родося номинто, Rodosha nominto, сокращенно Ronoto) — недолговечная левая марксистская политическая партия в Японии. Основана в декабре 1948 года группой левых социалистов во главе с Хисао Куродой, исключенной из Социалистической партии Японии 7 июля 1948 года за критику участия СПЯ в буржуазном правительстве Хитоси Асида и причастности министров к финансовым аферам.
Из партии тогда были изгнаны 6 социалистов (собственно Курода, Харуо Окада, Кэндзи Накахара, Тэнрэй Ота, Юкити Тамаи и Тэнкоку Мацутани), ещё 9 — лишены права занимать руководящие посты; в знак протеста против такой политической линии из СПЯ вышел и Кансон Арахата. Они образовали Союз ортодоксальных членов СПЯ (Сэйтоха). В то время у партии было 10 парламентариев в Палате советников.
Программа партии была принята на V съезде 27 мая 1955 года и позволяла говорить о ней как занимающей промежуточное положение между Социалистической и Коммунистической партиями Японии: хотя ранее Роното слыла близкой к маоизму, она воздерживалась от любых вооружённых методов борьбы, но призывала к мирным средствам и единому фронту прогрессивных организаций для борьбы за «национальную независимость и демократию».
На выборах 1952 года Роното получил 4 места, на выборах 1953 года — 5. 17 января 1957 года она вновь влилась в СПЯ.